# Aulacophora calva
Aulacophora calva là một loài bọ cánh cứng trong họ Chrysomelidae. Loài này được Anand & Cox miêu tả khoa học năm 1986.